# 中海峽
中海峽（英語：Nakano-seto Strait），是南極洲的海峽，位於毛德皇后地的哈拉爾王子海岸，處於翁古爾島和東翁古爾島之間的呂佐夫-霍爾姆灣東部，現時由南極條約體系管理。

## 外部連結
- 本条目引用的公有领域材料来自美国地质调查局的文档 《中海峽》 （資料來自地名信息系统）。

69°1′S 39°33′E / 69.017°S 39.550°E